# Fredrik Theodor Laurentius Åsbrink
Fredrik Theodor Laurentius Åsbrink, född 26 februari 1839 i Gävle, död 4 juli 1912 på Tofta brunn vid Falun, var en svensk präst. Han var far till  Gustav Åsbrink.
Åssbrink blev student vid Uppsala universitet 1858 och prästvigdes 1864. Han blev komminister i Hanebo församling 1865, i Hamrånge församling 1871 och i Västra Ryds församling 1874, var regementspastor vid Upplands regemente 1877–1879, blev kyrkoherde i Närtuna församling 1879, kontraktsprost i Seminghundra kontrakt 1884, kyrkoherde i Arboga stadsförsamling, Arboga landsförsamling och Säterbo 1885, kontraktsprost i Arboga kontrakt 1886, inspektor för lägre allmänna läroverket i Arboga 1886, extra ordinarie hovpredikant 1886 och kyrkoherde i Gävle 1901. Åsbrink blev teologie hedersdoktor 1907. Han utgav predikningar, föredrag och tidskriftsartiklar.